# Madeleine Gérôme
Pour les articles homonymes, voir Gérôme.
Madeleine Gérôme est une comédienne française née à Paris (France) le 24 septembre 1914 et morte à Clamart le 28 août 2000.

## Biographie
Dans l'entre-deux guerres, Madeleine Gérôme a joué dans plusieurs films, dont Club de femmes, Le Plus beau gosse de France.

### Vie privée
Madeleine Gérôme est la petite nièce du peintre Jean-Léon Gérôme. Elle s'est mariée en 1937 à René Jaspard, assistant dans les années 1930 de Gaston Gallimard, et a divorcé en 1960. Leur fils Alain Jaspard est un producteur, réalisateur et romancier français.

## Filmographie
- 1936 : La Bête aux sept manteaux de Jean de Limur : Gisèle
- 1936 : Marinella de Pierre Caron
- 1936 : Club de femmes de Jacques Deval
- 1937 : Trois Artilleurs au pensionnat de René Pujol : Alice
- 1937 : Le Chemin de Rio de Robert Siodmak
- 1937 : La Chaste Suzanne d'André Berthomieu
- 1938 : Le Plus beau gosse de France de René Pujol
- 1949 : Retour à la vie de Jean Dréville : la jeune veuve
- 1950 : Amédée de Gilles Grangier : une vendeuse
- 1950 : Justice est faite d'André Cayatte : Mme Michaud, la patronne du "Roy Soleil"
- 1950 : Trois Télégrammes d'Henri Decoin : Mme Grandjean
- 1951 : La nuit est mon royaume de Georges Lacombe : Mme Landry, la mère
- 1951 : Le Plus Joli Péché du monde de Gilles Grangier : une amie
- 1951 : La Vie chantée de Noël-Noël : la femme mariée
- 1951 : Une histoire d'amour de Guy Lefranc : une invitée
- 1952 : La Jeune Folle d'Yves Allégret : Mme Donovan